# Червеят завоевател
Червеят завоевател (на английски: The Conqueror Worm) е поема, написана от американският писател и поет Едгар Алън По. Основната тема в творбата е човешката тленност и неизбежността на смъртта. Поемата е публикувана за пръв път в „Греъмс Мегазин“ през 1843, но бързо бива асоциирана с разказа „Лигея“ след като По добавя поемата към преработена версия на разказа през 1845 г. Поемата в преработения разказ е композирана от героинята Лигея и е рецитирана на протагониста в предсмъртната ѝ агония.